# Fast Auroral Snapshot Explorer
Fast Auroral Snapshot Explorer (FAST) là một vệ tinh vật lý plasma của NASA, và là phi thuyền thứ hai trong chương trình Small Explorer. Nó được phóng vào vũ trụ ngày 21 tháng 8 năm 1996, từ Căn cứ Không quân Vandenberg trên một tên lửa phóng Pegasus XL. Tàu vũ trụ được thiết kế và xây dựng bởi Trung tâm bay không gian Goddard của NASA. Các hoạt động bay đã được Goddard xử lý trong ba năm đầu, và sau đó được chuyển đến cho Đại học California, Phòng thí nghiệm Khoa học Vũ trụ của Berkeley.
FAST đáng lẽ được phóng vào năm 1994, nhưng do các vấn đề với tên lửa phóng (Pegasus), việc phóng phải được hoãn lại cho đến ngày 21 tháng 8 năm 1996, khi FAST được đặt trong một quỹ đạo có chiều cao 350 x 4200 km và với 83 độ nghiêng quỹ đạo.
Con tàu được ổn định bằng cách quay (12 vòng/phút), với trục quay vuông góc với quỹ đạo. Năng lượng được sản xuất với các tấm pin mặt trời galli arsenide. Dữ liệu đo từ xa được truyền đi trong băng tần S.
FAST được thiết kế để quan sát và đo lường vật lý plasma của hiện tượng rạng đông xảy ra xung quanh cả hai cực của Trái đất. Trong khi thí nghiệm điện trường của nó thất bại vào khoảng năm 2002, tất cả các công cụ khác vẫn tiếp tục hoạt động bình thường cho đến khi các hoạt động khoa học kết thúc vào ngày 1 tháng 5 năm 2009. Các thử nghiệm kỹ thuật khác nhau đã được tiến hành sau đó.

## Thiết bị
- Máy phân tích tĩnh điện (ESA): phân bố electron và ion đo được[6]
- Quang phổ khối lượng năng lượng góc thời gian bay (TEAMS): đo phân bố ba chiều các loài ion chính[6]
- Thiết bị thăm dò Tri-Axial Fluxgate và Tìm kiếm cuộn dây: đo từ trường dữ liệu[6]
- Thí nghiệm thăm dò điện trường và Langmuir: đo dữ liệu điện trường, mật độ và nhiệt độ plasma[6]